# Stazione di Sodegaura
La stazione di Sodegaura (そ駅?, Sodegaura-eki) è una stazione ferroviaria situata nella città di Sodegaura, nella prefettura di Chiba in Giappone, ed è servita dalla linea linea Uchibō della JR East.

## Linee
East Japan Railway Company
■ Linea Uchibō

## Struttura
La stazione è dotata di un marciapiede a isola centrale con due binari passanti collegati al fabbricato viaggiatori da una passerella. Sono al momento (marzo 2014) in corso i lavori per la realizzazione del nuovo mezzanino a ponte sui binari.
| 1 | ■ Linea Uchibō | per Kisarazu, Tateyama e Awa-Kamogawa |
| 2 | ■ Linea Uchibō | per Soga, Chiba e Tokyo               |

## Stazioni adiacenti
| «            | Servizio      | »            |
| Linea Uchibō | Linea Uchibō  | Linea Uchibō |
| ------------ | ------------- | ------------ |
| Nagaura      | Locale Rapido | Iwane        |